# Simon Blackburn

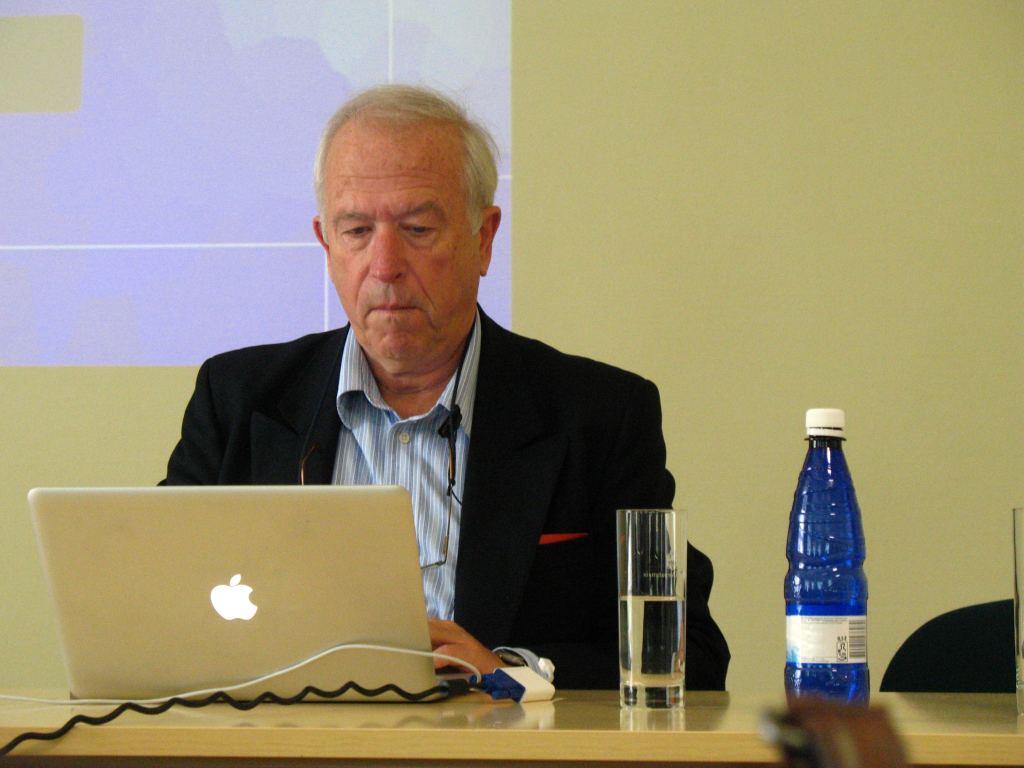

Simon Blackburn (ur. 1944) – brytyjski filozof, profesor Uniwersytetu w Cambridge, Uniwersytetu Oksfordzkiego i Uniwersytetu Karoliny Północnej w Chapel Hill.

## Życiorys
W latach 1962–1965 studiował w Trinity College Uniwersytetu w Cambridge. Następnie, w latach 1967–1969, był na tymże uniwersytecie wykładowcą w Churchill College, zaś w latach 1969–1990 wykładowcą Uniwersytetu Oksfordzkiego (Pembroke College). Później zajmował stanowisko Edna J. Koury Distinguished Professor of Philosophy na Uniwersytecie Karoliny Północnej w Chapel Hill.

## Publikacje
- Reason and Prediction (1973) ISBN 0-521-08742-2.
- Spreading the Word (1984) ISBN 0-19-824650-1.
- Essays in Quasi-realism (1993). ISBN 0-19-508041-6 i ISBN 0-19-508224-9.
- The Oxford Dictionary of Philosophy (1994) ISBN 0-19-211694-0.
- Ruling Passions (1998) ISBN 0-19-824785-0.
- Truth (1999) (edited w/ Keith Simmons) ISBN 0-19-875250-4.
- Think (1999) - wprowadzenie do filozofii dla początkujących. ISBN 0-19-210024-6 and ISBN 0-19-969087-1.
- Being Good (2001) - wprowadzenie do etyki. ISBN 0-19-210052-1. 
  - Powtórne wydanie: Ethics: A Very Short Introduction ISBN 0-19-280442-1; wydanie polskie: Sens dobra. Wprowadzenie do etyki, tłum. Tadeusz Chawziuk, Poznań 2002.
- Lust (2004) ISBN 0-19-516200-5.
- Truth: A Guide (2005). ISBN 0-19-516824-0.
- Plato's Republic: A Biography (2006) ISBN 1-84354-350-8.